# 探索者奶酪
探索者奶酪（法語：Explorateur）產自法國的中部，於1958年發明，其名称來自當時美國的探索者一號火箭。探索者奶酪被定義為三倍奶油芝士，因為其脂肪含量超過75%，此芝士是第一批被定義為三倍奶油芝士之一。這種芝士的外殼為白色，上面有很多柔軟的絨毛，芝士肉很軟，味道像奶油一般，比較油膩。